# Eretmocerus longiscapus
Eretmocerus longiscapus är en stekelart som beskrevs av Hayat 1998. Eretmocerus longiscapus ingår i släktet Eretmocerus och familjen växtlussteklar.
Artens utbredningsområde är Iran. Inga underarter finns listade i Catalogue of Life.